# Karolína Králová
Karolína Sabina Králová (rozená Krčilová, 2. dubna 1900 Žižkov – 24. října 1942 koncentrační tábor Mauthausen) byla za protektorátu manželkou Ing. Františka Krále – vrchního inspektora Československých státních drah, spolupracovnice parašutistů z výsadků Anthropoid, Out Distance, Silver A a Steel.

## Život
Karolína Králová se narodila 2. dubna 1900 v Praze do rodiny Eduarda Krčila a Marie Krčilové, rozené Kulhánkové. Dne 11. dubna 1920 se na Žižkově provdala za Ing. Františka Krále. Karolína Králová byla sestrou Marie Moravcové (rozené Krčilové).
Rodina Králových často měnila místo trvalého pobytu. Nejprve bydleli v Praze na Žižkově (adresa: Štítného 361/17, 130 00 Praha 3 - Žižkov); v letech 1937 až 1939 v Plzni (adresa: Klatovská 1600/78); v letech 1939 až 1941 v Brně. Poté se rodina Králových přestěhovala opět do Prahy (zde bydleli na adrese Malá Šternberkova 8). V roce 1921 přišel na svět syn Karel a v roce 1924 dcera Ludmila.

## V odboji
V domácím protiněmeckém odboji patřili manželé Královi ke spolupracovníkům (podporovatelům) parašutistů výsadků Anthropoid, Out Distance, Silver A a Steel. Za protektorátu bydleli František Král s Karolínou Královou na adrese Schnirchova 1356/8, 170 00 Praha 7 - Holešovice a ve svém bytě nějaký čas ukrývali parašutistu Adolfa Opálku z paradesantního výsadku Out Distance. František a Karolína Královi fungovali jako kurýři mezi Prahou a Plzní. Karolína Králová poskytla parašutistům adresu Aloisie Hrdličkové z Plzně (která bydlela ve stejném domě a dokonce i poschodí, kde Královi žili před válkou), u níž se někteří s parašutistů ubytovali před operací Canonbury. V rámci zabezpečení této operace Královi parašutistům všestranně pomáhali.

## Zatčení, smrt
V noci na 17. června 1942 (po čtvrté hodině ranní) obklíčilo gestapo (pod vedením kriminálního inspektora Oskara Fleischera) celý blok domů a vtrhlo do žižkovského bytu k Moravcovým v Biskupcově ulici 1745/7. Alois Moravec byl okamžitě zatčen. Jeho žena Marie Moravcová při zatýkání pozřela ampulku jedu. Od té doby byl byt Moravcových hlídán příslušníky německých bezpečnostních složek. Dne 17. června 1942 se v 15.30 vydala Karolína Králová na návštěvu k rodině Moravcových, ale zde byla zatčena gestapem a následně odvezena do Petschkova paláce.
Její manžel byl zatčen gestapem v Praze 14. srpna 1942. Obě jejich děti (syn Karel a dcera Ludmila), které již s rodiči nežili ve společné domácnosti, byly z policejní vazby propuštěni a válku přežili.
Karolína Králová byla nejprve vězněna v soudní budově na Karlově náměstí v Praze, později deportována do věznice gestapa v Malé pevnosti Terezín. V Terezíně byl vězněn i její manžel. V nepřítomnosti byla odsouzen stanným soudem k trestu smrti. Karolína i František byli zařazeni 22. října 1942 do transportu a popraveni zastřelením v koncentračním táboře Mauthausen dne 24. října 1942. Karolína Králová zemřela v 10.06 a František Král v 15.52 hodin.

## Připomínky
- Její jméno (Králová Karolína roz. Krčilová *2. 4. 1900) i jméno jejího manžela (Král František Ing. *2. 3. 1884) je uvedeno na pomníku při pravoslavném chrámu svatého Cyrila a Metoděje (adresa: Praha 2, Resslova 9a). Pomník byl odhalen 26. ledna 2011 a je součástí Národního památníku obětí heydrichiády.[12][13]
- Její jméno a jméno jejího manžela je uvedeno na pamětní desce v Plzni, Klatovská třída 1600/78. Na desce je nápis: "V tomto domě žili obětaví členové odboje / Aloisie HRDLIČKOVÁ / Jiří HRDLIČKA / Karolína KRÁLOVÁ / Ing. František KRÁL / Poskytli pomoc výsadkům ANTHROPOID, SILVER A a OUT DISTANCE".[14]

## Galerie

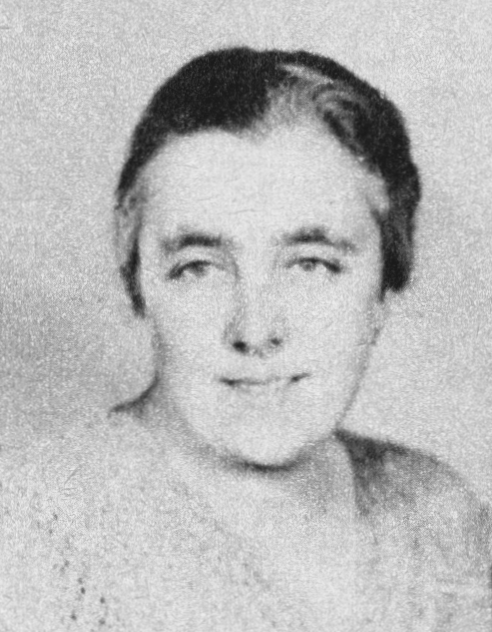
Sestra Karolíny Králové – odbojářka Marie Moravcová
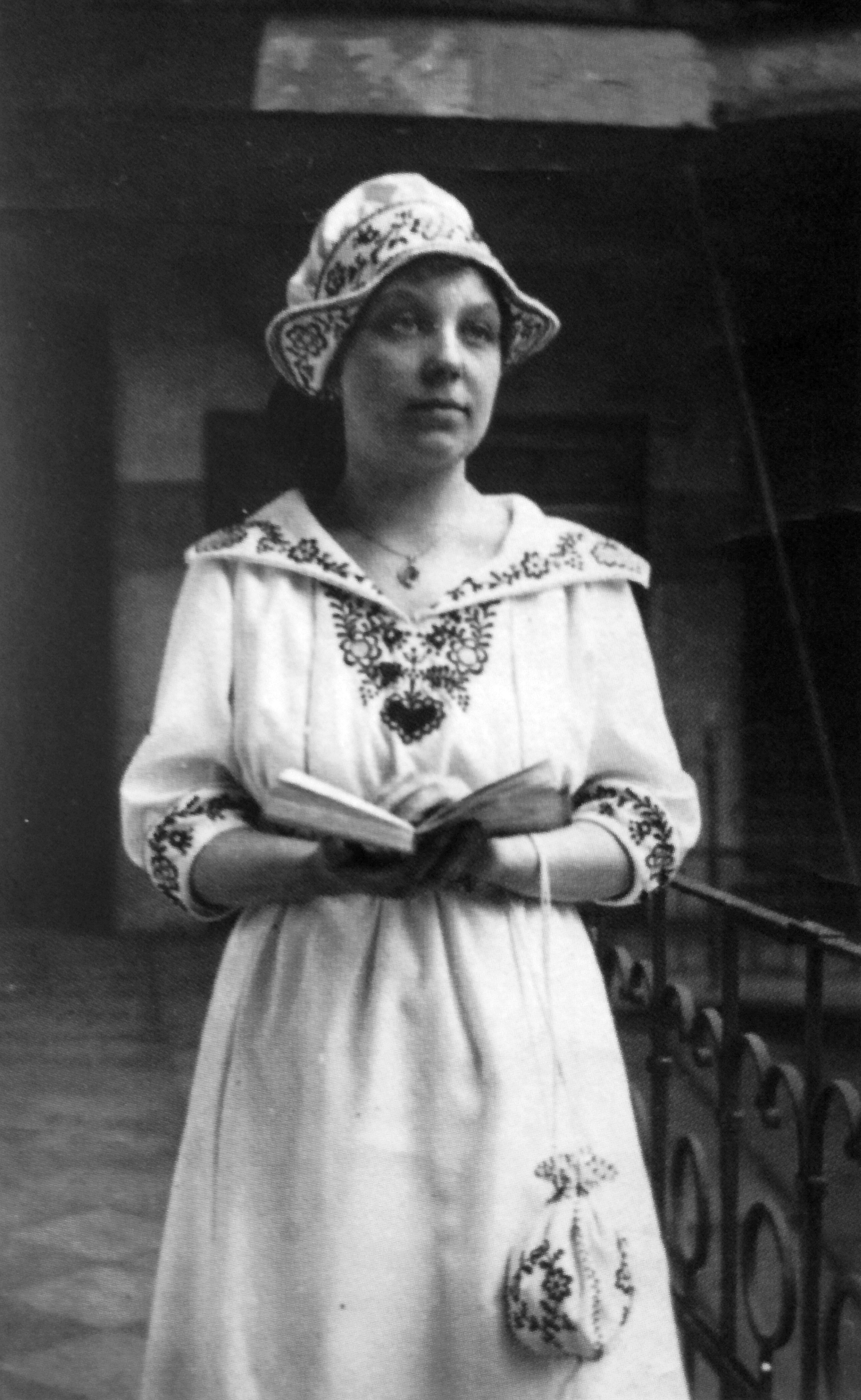
Karolína Sabina Králová ve druhém patře žižkovského bytu ve Štítného ulici 361/17
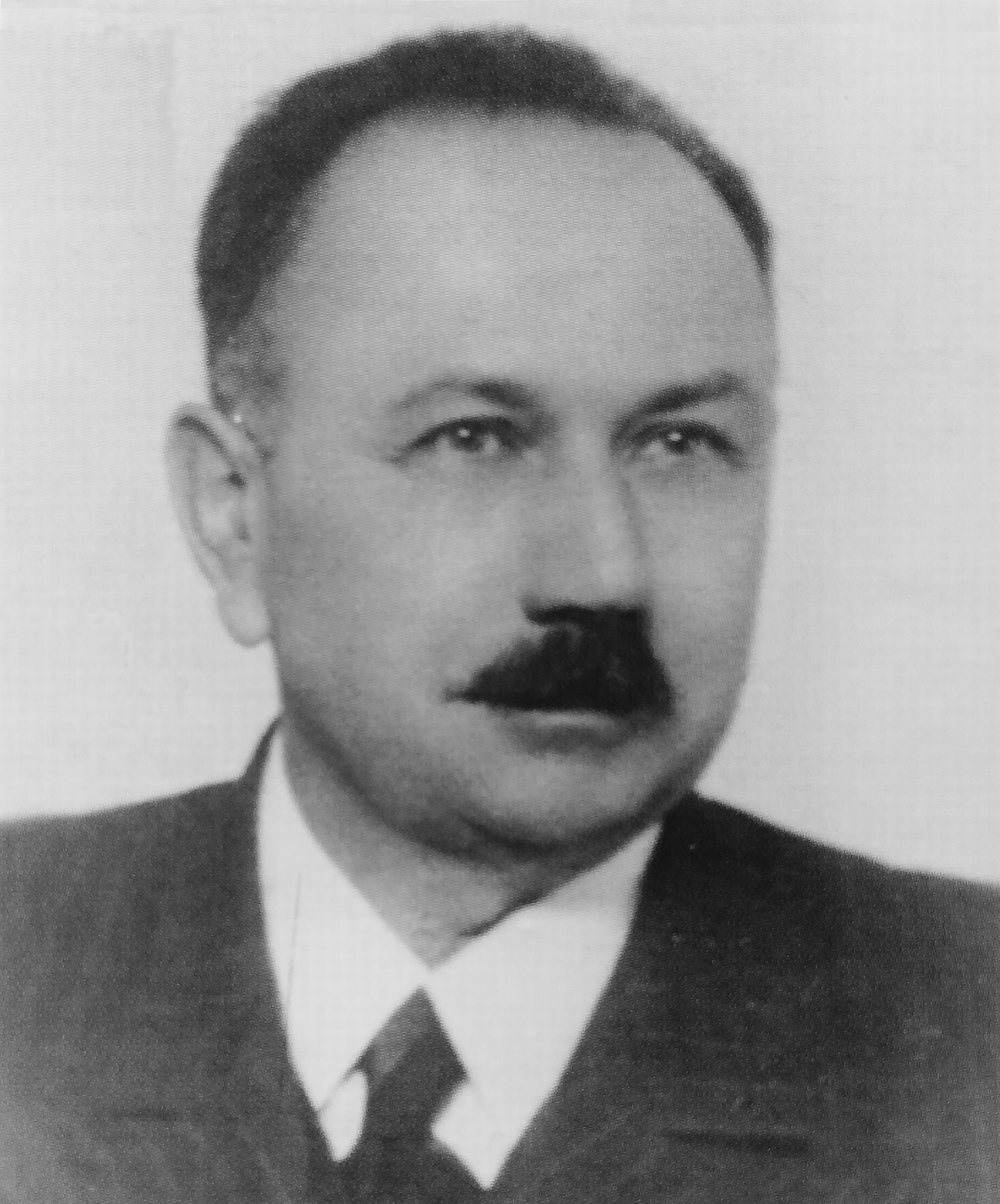
Manžel Karolíny Králové – Ing. František Král
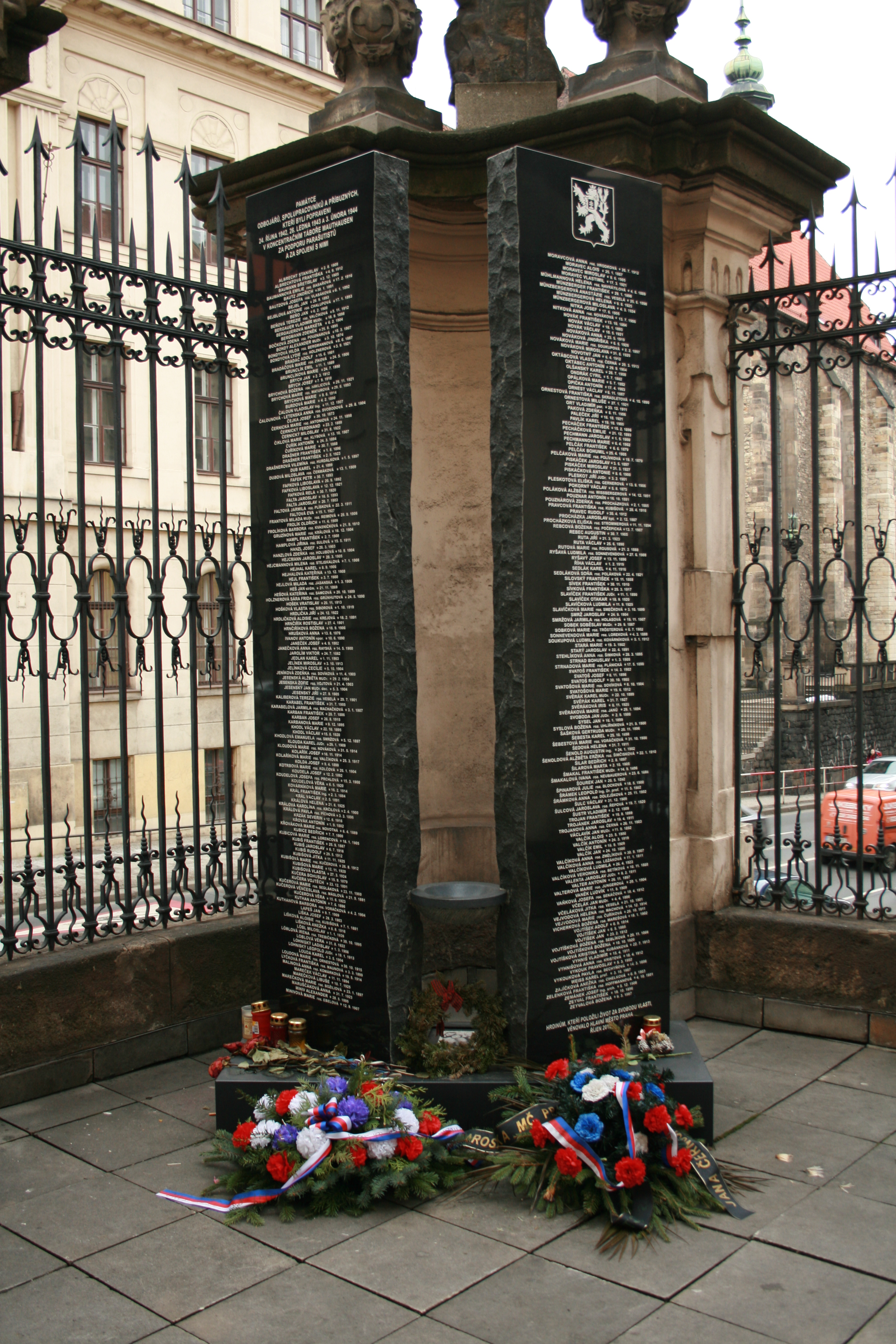
Pomník odbojářům popraveným a umučeným v souvislostí s operací Anthropoid (Resslova ulice)
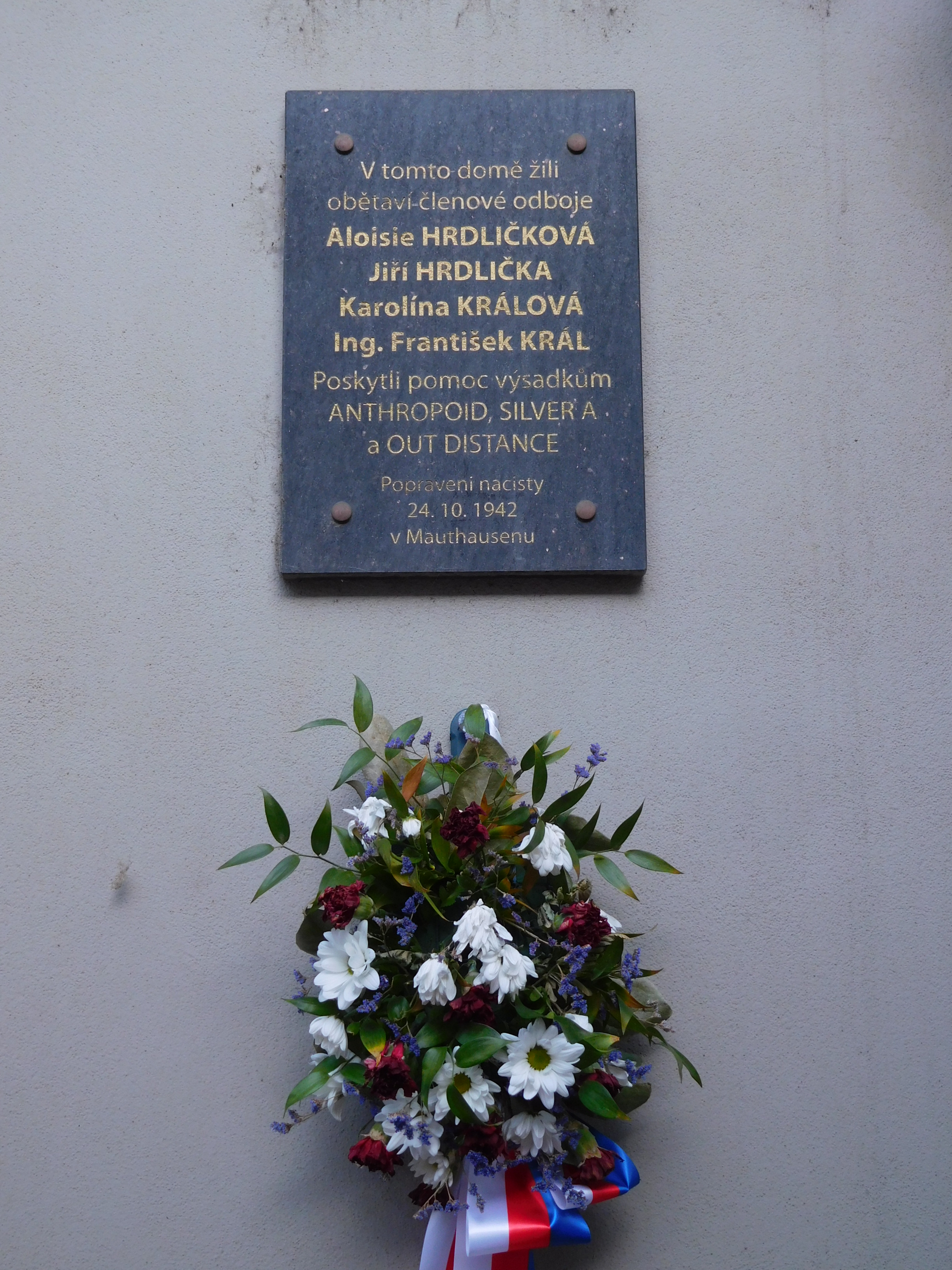
Pamětní deska na domě, kde Královi žili před válkou – Klatovská třída 1600/78, Plzeň